# Paksi tarka sáfrányos
Paksi tarka sáfrányos este o arie protejată (arie specială de conservare — SAC, sit de importanță comunitară — SCI) din Ungaria întinsă pe o suprafață de 91,16 ha, integral pe uscat.

## Localizare
Centrul sitului Paksi tarka sáfrányos este situat la coordonatele 46°34′17″N 18°45′34″E / 46.571389°N 18.759444°E.

## Înființare
Situl Paksi tarka sáfrányos a fost declarat sit de importanță comunitară în mai 2004 pentru a proteja un număr necunoscut de specii din flora spontană și fauna sălbatică aflate în arealul zonei. Situl a fost protejat și ca arie specială de conservare în februarie 2010.

## Biodiversitate
Situată în ecoregiunea panonică, aria protejată conține 2 habitate naturale: Pajiști stepice panonice pe loess, Păduri stepice euro-siberiene cu Quercus spp..
La baza desemnării sitului se află un număr nedeclarat de specii protejate.
Pe lângă speciile protejate, pe teritoriul sitului au mai fost identificate 2 specii de plante.